# أوغا (أكيتا)
أوغا (بالـيابانية: 男鹿市= Oga -shi) مدينة تقع ضمن محافظة أكيتا في اليابان، تأسست في 3/22/2005، بلغ عدد تعداد سكانها في 1 يناير – 2008 حوالي 34194 مساحتها الإجمالية حوالي 240.8 كم٢ لتصبح كثافة سكانها 142 نسمة لكل كيلو متر مربع.

## المناخ
يظهر الجدول التالي التغييرات المناخية على مدار السنة لأوغا:
| البيانات المناخية لـأوغا               | البيانات المناخية لـأوغا | البيانات المناخية لـأوغا | البيانات المناخية لـأوغا | البيانات المناخية لـأوغا | البيانات المناخية لـأوغا | البيانات المناخية لـأوغا | البيانات المناخية لـأوغا | البيانات المناخية لـأوغا | البيانات المناخية لـأوغا | البيانات المناخية لـأوغا | البيانات المناخية لـأوغا | البيانات المناخية لـأوغا | البيانات المناخية لـأوغا |
| الشهر                                  | يناير                    | فبراير                   | مارس                     | أبريل                    | مايو                     | يونيو                    | يوليو                    | أغسطس                    | سبتمبر                   | أكتوبر                   | نوفمبر                   | ديسمبر                   | المعدل السنوي            |
| -------------------------------------- | ------------------------ | ------------------------ | ------------------------ | ------------------------ | ------------------------ | ------------------------ | ------------------------ | ------------------------ | ------------------------ | ------------------------ | ------------------------ | ------------------------ | ------------------------ |
| الدرجة القصوى °م (°ف)                  | 12.1 (53.8)              | 16.1 (61.0)              | 17.8 (64.0)              | 26.1 (79.0)              | 30.2 (86.4)              | 32.7 (90.9)              | 35.6 (96.1)              | 34.9 (94.8)              | 32.9 (91.2)              | 26.9 (80.4)              | 21.4 (70.5)              | 16.6 (61.9)              | 35.6 (96.1)              |
| متوسط درجة الحرارة الكبرى °م (°ف)      | 2.6 (36.7)               | 3.1 (37.6)               | 6.6 (43.9)               | 12.8 (55.0)              | 17.7 (63.9)              | 22.2 (72.0)              | 25.6 (78.1)              | 28.0 (82.4)              | 24.0 (75.2)              | 18.1 (64.6)              | 11.7 (53.1)              | 5.8 (42.4)               | 14.8 (58.6)              |
| المتوسط اليومي °م (°ف)                 | −0.3 (31.5)              | 0.0 (32.0)               | 2.9 (37.2)               | 8.6 (47.5)               | 13.6 (56.5)              | 18.2 (64.8)              | 22.0 (71.6)              | 23.8 (74.8)              | 19.4 (66.9)              | 13.3 (55.9)              | 7.5 (45.5)               | 2.5 (36.5)               | 11.0 (51.8)              |
| متوسط درجة الحرارة الصغرى °م (°ف)      | −3.5 (25.7)              | −3.4 (25.9)              | −1.3 (29.7)              | 3.7 (38.7)               | 9.3 (48.7)               | 14.2 (57.6)              | 18.6 (65.5)              | 19.8 (67.6)              | 14.8 (58.6)              | 8.2 (46.8)               | 3.0 (37.4)               | −1 (30)                  | 6.9 (44.4)               |
| أدنى درجة حرارة °م (°ف)                | −14.7 (5.5)              | −14.4 (6.1)              | −11.4 (11.5)             | −4.2 (24.4)              | 1.0 (33.8)               | 5.0 (41.0)               | 10.4 (50.7)              | 10.9 (51.6)              | 5.4 (41.7)               | −0.4 (31.3)              | −7.8 (18.0)              | −10.3 (13.5)             | −14.7 (5.5)              |
| الهطول مم (إنش)                        | 113.0 (4.45)             | 78.6 (3.09)              | 82.3 (3.24)              | 91.7 (3.61)              | 105.0 (4.13)             | 95.6 (3.76)              | 168.3 (6.63)             | 160.1 (6.30)             | 162.5 (6.40)             | 146.8 (5.78)             | 156.1 (6.15)             | 153.9 (6.06)             | 1٬517٫1 (59.73)          |
| ساعات سطوع الشمس الشهرية               | 43.7                     | 63.3                     | 109.0                    | 159.7                    | 179.8                    | 171.5                    | 148.4                    | 177.2                    | 140.8                    | 132.1                    | 80.1                     | 47.9                     | 1٬452٫7                  |
| المصدر: وكالة الأرصاد الجوية اليابانية |                          |                          |                          |                          |                          |                          |                          |                          |                          |                          |                          |                          |                          |

## وصلات خارجية
- الموقع الرسمي لأوجا (ياباني)
- الموقع الرسمي لأوجا (إنكليزي)